# Calitipia

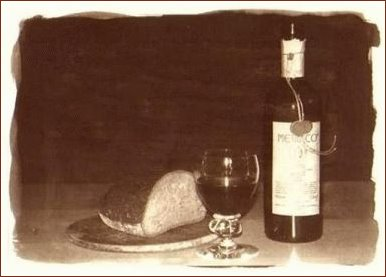
Fotografía realizada mediante calitipia.

La calitipia o kalitipia (en inglés: kallitype; en francés: callitypie) es un proceso fotográfico antiguo que emplea el oxalato férrico junto al nitrato de plata para sensibilizar el papel, proporcionando unas imágenes que toman diferentes tonalidades: sepia, marrón, azul o negro en función del revelado que se realice.
El proceso es similar al marrón Van Dyke al utilizar las propiedades fotosensibles de algunas sales de hierro y plata, pero introduce unos procesos de revelado y estabilización que permiten obtener una mayor variedad tonal. Fue patentado en 1889 por W. W. J. Nicol. Con este procedimiento también se puede obtener una gama de tonalidades más rica que en la cianotipia.
El proceso fue muy popular en el siglo XIX, pero con el tiempo su popularidad decreció y se le llamó la "platinotipia de los pobres" cuando se obtenía una tonalidad similar al platino o al paladio, ya que proporcionaba un efecto casi idéntico con un coste muy inferior. Sin embargo, si el proceso no se realiza de un modo bastante preciso, la copia tendrá una menor duración y se decolorará con el tiempo.
La sensibilización del papel o de otro soporte se realiza con oxalato férrico y nitrato de plata y después de la exposición de la copia a la luz se revela con diversos productos con el fin de obtener diversos tonos. Así los tonos marrones cálidos se obtienen mediante una solución de citrato de sodio, los tonos sepia con una solución de tartrato sódico potásico y dicromato potásico y los tonos negros con una solución de borax; finalmente hay que lavar y fijar la copia.